# Lisbet Gabrielsson
Lisbet Katarina Gabrielsson, född 2 februari 1944 i Växjö, är en svensk filmproducent. Hon är mor till Otto Gabrielsson.
Gabrielsson är utbildad vid Lunds universitet där hon tog en fil kand-examen 1969, och vid Dramatiska Institutet. Mellan 1975 och 1993 var hon producent för barn- och animationsfilm samt för kort- och  dokumentärfilm vid Svenska Filminstitutet. Därefter var hon under tre år producent för institutets satsning på mer oetablerade filmare kallad "Växthuset". Under åren på Svenska Filminstitutet producerade hon en mängd filmer, allt från Ebba the Movie (1982) till Kalle Stropp och Grodan Boll räddar Hönan (1987).
År 1997 bildade hon företaget Lisbet Gabrielsson Film AB som är ett produktionsbolag med inriktning på animationer för barn och vuxna, dokumentärfilm och kortfilm. Företaget distribuerar egenproducerade filmer men också importer. Gabrielsson Film  AB har bland annat producerat  Fröken Märkvärdig & karriären (2010).
År 1989 tilldelades Lisbet Gabrielsson en Guldbagge för "Kreativa insatser". På Guldbaggegalan 2011 tilldelades hon en Gullspira för sina insatser inom svensk barnfilm. 2009 var Mikael Kristerssons film Ljusår som Gabrielsson producerat nominerat till Nordiska rådets filmpris.

## Filmografi (urval)
- 1977 – Månen är en grön ost
- 1982 – Ebba the Movie
- 1986 – Hårga
- 1987 – Kalle Stropp och Grodan Boll räddar Hönan
- 1987 – Vi ska tvivla
- 1989 – Livsstråk
- 1989 – Nallar och människor
- 1989 – Samlaren
- 1989 – Strålande tider
- 1993 – Dockpojken
- 1994 – Himmel över Malmö
- 1999 – Örjan, den höjdrädde örnen
- 2003 – Rewind
- 2004 – Melancholia 3 rum, samproducent
- 2007 – Dorotea i dödsriket
- 2009 – Möte i mellanrummet
- 2010 – Fröken Märkvärdig och karriären
- 2013 – Future My Love